# Aufruhr in Oxford
Aufruhr in Oxford (Originaltitel: Gaudy Night) ist ein 1935 in Großbritannien erschienener Kriminalroman (Universitätsroman) von Dorothy L. Sayers. Die Autorin bricht mit etlichen Konventionen des Genres und erzählt hier nicht die Geschichte eines Mordes, sondern die Aufdeckung einer Serie gemeiner Streiche, die den Lehrkörper und die Studentinnen einer frühen britischen Frauenuniversität an den Rand der Verzweiflung treibt.
Aufruhr in Oxford ist der zehnte von insgesamt elf Romanen, in denen Sayers den Amateurdetektiv Lord Peter Wimsey auftreten lässt, und der dritte von fünf, in denen Harriet Vane erscheint, die Kriminalschriftstellerin, in die Wimsey – zunächst unglücklich – verliebt ist. Die Geschichte wird aus Vanes Perspektive erzählt. Die Romane bilden als Serie nicht nur eine Gesamthandlung, sondern zeigen auch, wie die beiden Hauptfiguren durch ihre Erfahrungen kontinuierlich an Tiefe und Komplexität gewinnen. Die Literaturwissenschaftlerin Sarah Crown hat darum empfohlen, die Wimsey-Romane streng in der Reihenfolge zu lesen.
Der Roman gilt als einer der bedeutendsten des „Goldenen Zeitalters“ der britischen Kriminalliteratur.

## Handlung

### Vorgeschichte
Die zentrale Figur des Romans ist – neben dem Detektiv Wimsey – Harriet Vane, mit der der Leser sich bereits in den vorausgegangenen Romanen Starkes Gift (1930) und Zur fraglichen Stunde (1932) hat vertraut machen können. Vane hat am Shrewsbury College das Fach Englisch studiert und anschließend Ruhm als Autorin von Detektivgeschichten erlangt.
Sie lebt im Londoner Künstlerviertel Bloomsbury, einige Zeit lang als Lebensgefährtin des talentierten, aber weniger erfolgreichen Schriftstellers Philip Boyes. Die Beziehung ist kompliziert, Boyes glaubt nicht an die Ehe (was für die emanzipierte Vane kein Problem ist), bietet Vane schließlich aber doch eine Heirat an, was ihr Vertrauen in seinen Charakter so erschüttert, dass sie die Beziehung beendet.
Als Boyes wenig später ermordet wird, fällt der Verdacht auf Vane. Boyes starb an einer Arsenvergiftung, eine Tötungsart, die Vane für ihre nächste literarische Arbeit gerade genau studiert hat. Sie wird festgenommen. Hilfe kommt von Lord Peter Wimsey, der den Fall untersucht und den tatsächlichen Mörder ermitteln kann. Als Vane einige Zeit darauf am Strand eine Leiche findet und die Presse sich skandalgierig über den Vorfall hermacht, ist es erneut Wimsey, der mit ihrer Hilfe den wirklichen Mörder ermittelt und sie entlastet.
Wimsey hat sich während seiner Begegnungen mit Vane sehr in sie verliebt und bedrängt sie mit Heiratsanträgen. Vane hält die Dankbarkeit, die sie für Wimsey empfindet, nicht für eine tragfähige Ehegrundlage und lehnt darum stets ab.

### Aufruhr in Oxford
Ort der Handlung ist das Shrewsbury College der University of Oxford, die Zeit ist die Gegenwart der Autorin, also das Jahr 1935. Harriett Vane folgt der Einladung zu einer Gaudy Night an ihre ehemalige Alma Mater, zögernd zunächst, und nur, weil sie ihre Freundin Mary Stokes Attwood wiedersehen möchte, die schwer erkrankt ist und bald nach der Gaudy für eine Operation ins Ausland abreisen will. Das Wiedersehen mit den früheren Lehrerinnen und insbesondere mit der Dekanin, Letitia Martin, verläuft sehr herzlich. Als Autorin publikumswirksamer Kriminalromane und nach ihrer Verwicklung in die Mordfälle Boyes und Alexis hat Vane jedoch einen etwas problematischen Ruf erworben; einige der ehemaligen Kommilitoninnen lassen sie das deutlich spüren. Auch bekommt sie während ihres Aufenthaltes zwei anonyme Schmähbriefe.
Nach dem Ende des kleinen Festprogramms kehrt Vane zu ihrem Zuhause in Bloomsbury zurück. Wenig später erhält sie einen Brief der Dekanin, die von beunruhigenden Vorkommnissen im Shrewsbury College berichtet: anonymen Briefen, die mit obszönen, anklägerischen oder drohenden Inhalten an verschiedene Adressatinnen geschickt wurden, Wandgraffiti derselben Art, ein verbranntes Buch und ein zerstörtes Manuskript: alles in offensichtlicher Absicht, die Lehrenden zu demoralisieren und den Ruf des Frauencolleges zu schädigen – in einer Zeit, in der Frauencolleges noch um gesellschaftliche Akzeptanz ringen und ein lädierter Ruf die Einrichtung in kurzer Zeit zerstören würde. Um jede öffentliche Aufmerksamkeit zu vermeiden, hat die Dekanin beschlossen, die Polizei zunächst nicht einzuschalten.
Vane zweifelt, ob sie als Kriminalschriftstellerin das nötige Handwerkszeug mitbringt, ist aber gern bereit, bei den internen Ermittlungen zu helfen, und reist erneut nach Oxford. Zunächst macht sie keine Fortschritte. Die anonymen Briefe werden so verletzend, dass eine Studentin beinahe Selbstmord begeht. Für Vane ist dies das Stichwort, Lord Peter Wimsey um Hilfe zu bitten. Während ihrer Zusammenarbeit lernt Vane Wimsey besser kennen und gewinnt den Eindruck, dass er ein passender Partner für sie wäre, der mit einer ehrgeizigen und erfolgreichen Frau keine Probleme hätte.
Als sie dem Täter fast auf der Spur sind, eskaliert die Situation und Vane wird das Ziel eines Mordversuches, dem sie knapp entkommt.
Wimsey hat inzwischen aber genug Beweismaterial, um die Täterin zur Rede zu stellen. Es ist das Dienstmädchen Annie Wilson. Eine der Dozentinnen, Miss de Vine, hatte vor vielen Jahren Wilsons Mann bei der Fälschung von Forschungsergebnissen entlarvt und damit nicht nur seine wissenschaftliche Karriere zerstört, sondern ihn auch in den Selbstmord getrieben. Annie war danach gezwungen gewesen, ihren Lebensunterhalt durch die Aufnahme einer Stellung als Hausangestellte im College (für sie als Witwe eines Akademikers demütigend) zu verdienen, und ihr Groll auf Miss de Vine hatte sich auf alle Akademikerinnen übertragen.
Zum glücklichen Ende akzeptiert Harriet Vane Wimseys Heiratsantrag.

## Hintergrund der Handlung

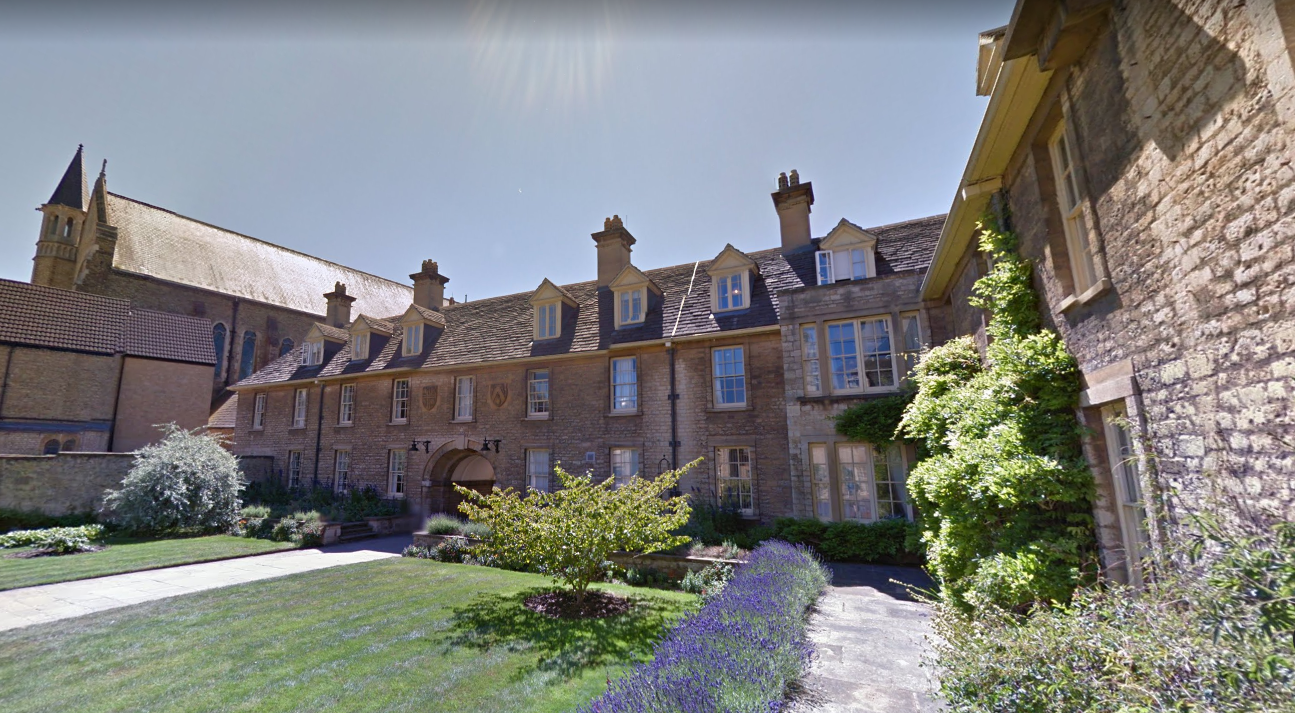
Somerville College

Die Autorin, Dorothy L. Sayers, wurde 1893 als Tochter des Leiters der bedeutenden Chorschule des Oxforder Christ Church College geboren. Ihre Kindheit und Jugend verbrachte sie in East Anglia, kehrte 1912 jedoch nach Oxford zurück, um am Somerville College zu studieren. Frauen durften an dieser rein weiblichen Einrichtung studieren, konnten aber noch keine akademischen Abschlüsse erwerben. Als letzteres 1920 möglich wurde, war Sayers eine der ersten Frauen, denen ein Abschlusszeugnis feierlich übergeben wurde.
Während die University of Oxford tatsächlich existiert, ist das Shrewsbury College mit seinem rein weiblichen Lehrkörper und der rein weiblichen Studentenschaft eine Fiktion der Autorin. Das erste Frauencollege in Großbritannien war 1849 das Bedford College. In Oxford gab es neben dem 1879 gegründeten Somerville College auch die Lady Margaret Hall (1878), das St Anne’s College (1879), das St Hugh’s College (1886) und das St Hilda’s College (1893). Die erste britische Universität, die Frauen einen formalen Abschluss gewährte, war die Universität London; dort erwarben im Jahr 1880 erstmals vier Frauen den Bachelorgrad.
Der Jahreskreis britischer Hochschulen ist von zahlreichen Traditionen geprägt, die im deutschen Sprachraum keine Entsprechungen haben. Während Hochschulen im deutschsprachigen Raum sich tendenziell als staatlich beauftragte Dienstleister verstehen, kultivieren Hochschulen, die in der englischen Tradition stehen, zwischen Studenten und Alma Mater eine starke persönliche Verbundenheit, die mit dem Studienabschluss keineswegs endet; die Alumni behalten in den Aktivitäten der Schule zeitlebens ihren festen Platz. Im Kontext des englischen Alumniwesens ist auch die Gaudy Night angesiedelt, die nicht nur in der Handlung, sondern auch im englischen Originaltitel des Romans erscheint.
Das Wort gaudy verweist erstens auf William Shakespeares Tragödie Antonius und Cleopatra (um 1607), in dem Antonius zu Cleopatra sagt: „Come, Let’s have one other gaudy night.“ (Akt 3, Szene 13). Übersetzt wird gaudy in diesem Kontext als „extravagant“, „knallig“, „grell“. Zweitens verweist es auf das berühmte Studentenlied Gaudeamus igitur.
An den Colleges der University of Oxford ist eine Gaudy ein Fest, zu dem häufig Alumni eingeladen werden, und zwar jeweils die Alumni bestimmter Jahrgänge. Höhepunkt ist ein formelles Dinner; das Gesamtprogramm kann auch Gottesdienste, Vorträge und Konzerte umfassen.

## Entstehung und Veröffentlichung
Sayers schrieb den Roman in Witham, Essex, wo sie und ihr Mann seit 1930 ein Haus besaßen (10 Newland Street), das ursprünglich nur als Wochenendquartier hatte dienen sollen. Da Sayers etwa zur selben Zeit ihre Arbeit für die Londoner Werbeagentur S. H. Benson aufgegeben hatte und sich seitdem ganz auf ihre Schriftstellerei konzentrierte, wurde diese Adresse jedoch bald zu ihrem Hauptwohnsitz.
Der Londoner Verlag Gollancz, mit dem Sayers bereits seit 1930 zusammenarbeitete, veröffentlichte den Roman in den ersten Monaten des Jahres 1935. Die Sunday Times brachten am 10. März 1935 eine Rezension.